# Tsjernoglavtsi
Tsjernoglavtsi, Černoglavci of Chernoglavtsi (Bulgaars: Черноглавци) is een dorp in het oosten van Bulgarije. Het dorp ligt in de gemeente Venets, oblast Sjoemen. Het dorp ligt hemelsbreed ongeveer 30 km ten noordwesten van Sjoemen en 312 km ten noordoosten van Sofia.

## Bevolking
Op 31 december 2020 telde het dorp Tsjernoglavtsi 611 inwoners, een stijging ten opzichte van 574 inwoners in februari 2011. Het aantal inwoners vertoont al meerdere jaren een dalende trend: in 1946 woonden er nog 1.462 personen in het dorp.
| Bevolkingsontwikkeling van Tsjernoglavtsi tussen 1934 en 2020 |
| ------------------------------------------------------------- |
|                                                               |
| ■ Volkstellingen ■ Schatting                                  |

In het dorp wonen grotendeels etnische Turken. In 2011 identificeerden 454 van de 574 ondervraagden zichzelf als etnische Turken, oftewel 79,1% van alle ondervraagden. De overige ondervraagden noemden zichzelf etnische Roma (64 personen, 11,1%) of etnische Bulgaren (17 personen, 3%).
| Etnische samenstelling van de respondenten (2011) | Etnische samenstelling van de respondenten (2011) | Etnische samenstelling van de respondenten (2011) | Etnische samenstelling van de respondenten (2011) | Etnische samenstelling van de respondenten (2011) |
| ------------------------------------------------- | ------------------------------------------------- | ------------------------------------------------- | ------------------------------------------------- | ------------------------------------------------- |
|                                                   |                                                   |                                                   |                                                   |                                                   |
| Bulgaren                                          | Bulgaren                                          |                                                   | 3,0%                                              | 3,0%                                              |
| Turken                                            | Turken                                            |                                                   | 79,1%                                             | 79,1%                                             |
| Roma                                              | Roma                                              |                                                   | 11,1%                                             | 11,1%                                             |
| Anders/Onbekend                                   | Anders/Onbekend                                   |                                                   | 6,8%                                              | 6,8%                                              |

Van de 574 inwoners die in februari 2011 werden geregistreerd, waren er 109 jonger dan 15 jaar oud (19%), gevolgd door 360 personen tussen de 15-64 jaar oud (62,7%) en 105 personen van 65 jaar of ouder (18,3%).